# Kuen Kuit
Les kuen kuit du wing chun (咏春拳诀, yǒngchūn quánjué) sont les « proverbes martiaux » du wing chun, issus de la transmission orale de l'enseignement de cet art martial chinois. Cet ensemble d'adages présente les valeurs morales et les principes techniques sous forme poétique.
Moy Yat, disciple de Yip Man rédigera la première compilation des kuen kuit', à l'intention de son maitre. En 1982, un ouvrage sera publié avec Wang Kiu et Augustine Fong, d'après cette compilation : Wing Chun Kuen Kuit.